# Villevieux
Villevieux là một xã của tỉnh Jura, thuộc vùng Bourgogne-Franche-Comté, miền đông nước Pháp.

## Dân số
Theo điều tra dân số năm 1999, xã này có dân số là 670.
Dân số năm 2017 là 712.